# Entephria deflavata
Entephria deflavata är en fjärilsart som beskrevs av John R. 1929. Entephria deflavata ingår i släktet Entephria och familjen mätare. Inga underarter finns listade i Catalogue of Life.